# Katasterfuß
Der Katasterfuß war ein Längenmaß in Kurhessen (Hessen-Kassel) und Oldenburg.
In Hessen-Kassel war das Maß vom alten Kasseler Fuß abgeleitet und galt bis 1869 mit 12 Zoll oder 144 Linien.
- 1 Katasterfuß (alter Kasseler oder althessischer Fuß) = 126,3 Pariser Linien = 0,28491 Meter
- 1 Elle = 1 Kasseler Elle = 2 Kasseler Fuß (althessische Fuß oder 2 Katasterfuß) = 252,6 Pariser Linien = 0,5698 Meter
- 1 Katasterrute = 14 Katasterfuß = 3,989 Meter

In Oldenburg war
- 1 Katasterrute = 10 Fuß = 2,96 Meter